# Claude Mazeaud
Pour les articles homonymes, voir Mazeaud.
Claude Mazeaud (né le 17 janvier 1937 à Vignols en Corrèze) est un coureur cycliste français, professionnel de 1962 à 1964,.

## Palmarès
- 1961
  -  Champion de France des indépendants
  - Circuit des Deux Ponts
  - 2e du Grand Prix des Fêtes de Coux-et-Bigaroque
  - 2e du Grand Prix de Montamisé
  - 3e du Grand Prix d'Oradour-sur-Vayres
  - 3e du Grand Prix cycliste de Mende
- 1962
  - Boucles du Bas-Limousin
  - Grand Prix d'Oradour-sur-Vayres
- 1963
  - Grand Prix d'Oradour-sur-Vayres
  - 2e du Circuit d'Auvergne
- 1964
  - 2e du Circuit d'Aquitaine
  - 3e des Boucles du Bas-Limousin
- 1966
  - Grand Prix Pierre-Pinel
  - Grand Prix de Plouay
- 1967
  - Circuit d'Aigre
  - Une étape du Tour du Béarn
  - 2e du Tour du Béarn
  - 2e du Circuit des Deux Ponts
  - 3e des Boucles du Bas-Limousin
- 1968
  - Grand Prix des monts de Blond
  - 2e des Boucles du Bas-Limousin
  - 2e du Grand Prix de la Trinité
- 1969
  - Boucles d'Allassac
  - Grand Prix des Fêtes de Cénac-et-Saint-Julien
  - Tour du Béarn
  - 2e du Grand Prix de Fougères
  - 3e du Grand Prix Pierre Le Doaré
- 1970
  - Circuit de l'Argoat
  - 2e du Tour des Landes
  - 2e du Grand Prix de Fougères
- 1971
  - Circuit du Gard :
    - Classement général
    - 2e étape

  - Tour des Alpes-de-Haute-Provence
- 1972
  - Grand Prix de Fougères